# Skinnay Ennis
Robert „Skinnay“ Ennis, auch Skinny Ennis (*  13. August 1909 in Salisbury, North Carolina; † 3. Juni 1963 in Beverly Hills) war ein US-amerikanischer Jazz- und Pop-Bandleader, Sänger und Schlagzeuger.
Ennis lernte während seines Studiums an der University of North Carolina (Chapel Hill) den Jazzmusiker Hal Kemp kennen und spielte Ende der 1920er Jahre in Kemps Orchester als Schlagzeuger; er blieb bis 1938 in Kemps Band und wirkte an dessen Tourneen nach Europa mit. 
Dann machte Ennis sich als Sänger selbständig; er übernahm das Orchester von Gil Evans, mit dem er erfolgreich in Hollywood-Filmproduktionen mitwirkte. Evans blieb bis 1941 Arrangeur und musikalischer Leiter des Orchesters; daneben arbeitete auch Claude Thornhill als Arrangeur für die Band. Ennis arbeitete auch für Comedy-Produktionen und hatte in den 1940er Jahren eine Anstellung in Bob Hopes Radioprogramm. Während des Zweiten Weltkriegs spielte er in verschiedenen Bands und kehrte nach Kriegsende nach Hollywood zurück, um weiter als Bandleader zu arbeiten. Ende der 1950er Jahre war der Verlauf seiner Karriere weniger erfolgreich; er begann in Hotels in der Gegend um Los Angeles zu spielen. Verursacht durch einen Erstickungsanfall bei einem Essen in einem Restaurant in Beverly Hills starb er 1963.